# Harald Ott
Harald Ott (Heidenheim, ...) è un pilota motociclistico tedesco.
Ott è ritenuto il padre della supermoto tedesca e detiene quattro titoli nazionali (consecutivi) e soprattutto un titolo europeo (ai tempi di valenza pressoché mondiale).
Nel 2008 ha corso nel Campionato Tedesco Supermoto su Aprilia.

## Palmarès
- 1996: Campione Tedesco Supermoto (su Honda)
- 1997: Campione Tedesco Supermoto (su Honda)
- 1998: Campione Tedesco Supermoto (su Honda)
- 1998: CAMPIONE EUROPEO SUPERMOTO (su Honda)
- 1998: Vincitore Extreme Supermotard di Bologna (su Honda)
- 1999: Campione Tedesco Supermoto (su Kawasaki)
- 1999: 19º posto Campionato Europeo Supermoto (su Kawasaki)
- 2000: 14º posto Campionato Europeo Supermoto (su Kawasaki)
- 2001: 16º posto Campionato Tedesco Supermoto (2 gare su 6) (su Kawasaki)
- 2002: 5º posto Campionato Tedesco Supermoto (su KTM)
- 2002: 17º posto Campionato Europeo Supermoto (su KTM)
- 2003: 2º posto Campionato Tedesco Supermoto (su KTM)
- 2003: 36º posto Campionato del Mondo Supermoto (2 GP su 13) (su KTM)
- 2003: 3º posto generale Supermoto delle Nazioni (Team Deutschland) (su KTM)
- 2004: 5º posto Campionato Tedesco Supermoto classe Open (su KTM)
- 2005: 22º posto Campionato Tedesco Supermoto classe 450 (2 gare su 6) (su KTM)
- 2005: 16º posto Campionato Tedesco Supermoto classe Open (su KTM)
- 2006: 27º posto Campionato Austriaco Supermoto S1 (1 gara su 6) (su KTM)
- 2006: 36º posto Campionato Austriaco Supermoto S2 (1 gara su 6) (su KTM)
- 2006: 10º posto Campionato Tedesco Supermoto classe 450 (su KTM)
- 2006: 14º posto Campionato Tedesco Supermoto classe Open (su KTM)
- 2007: 6º posto Campionato Tedesco Supermoto (su KTM)
- 2008: 4º posto Campionato Tedesco Supermoto S2 (su Aprilia)